# درخت لاله (گونه)
درخت لاله (نام علمی: Liriodendron tulipifera) نام یک گونه از تیره مگنولیان است.